# Мошано-Сант-Анджело
Мошано-Сант-Анджело (італ. Mosciano Sant'Angelo) — муніципалітет в Італії, у регіоні Абруццо, провінція Терамо.
Мошано-Сант-Анджело розташоване на відстані близько 150 км на північний схід від Рима, 60 км на північний схід від Л'Аквіли, 17 км на північний схід від Терамо.
Населення — 9338 осіб (2014).

## Демографія
Населення за роками:

Станом на 1 січня 2023 року в муніципалітеті офіційно проживав 621 іноземець з 50 країн, серед них 185 громадян країн Євросоюзу та 16 громадян України.

## Сусідні муніципалітети
- Белланте
- Кастеллальто
- Джуліанова
- Нотареско
- Розето-дельї-Абруцці
- Сант'Омеро
- Торторето